# バルパライソ
バルパライソ（Valparaíso）はチリ中部のバルパライソ州にあり、首都サンティアゴ・デ・チレの西方約120kmの太平洋に面した都市。バルパライーソとも表記される。
地名は日本語に訳すと「天国の谷」を意味する。国会が置かれており、同国の立法府となっている。太平洋に面した港湾都市であり、古くよりサンティアゴの外港として発達した。迷路のように入り組んだ歴史のある美しい街並が2003年に、UNESCOの世界遺産に「バルパライソ海港都市の歴史的な町並み」として登録された。
近郊に保養・観光リゾート都市であるビニャ・デル・マールがある。

## 歴史
最初にバルパライソ湾周辺に住みついた民族はインディオのピクンチェ族と思われる。彼らは農業で生活を営んでいた。他の説では漁業で生活をしていた遊牧民のチャンゴ族とも言われている。
1536年、最初にチリを発見し探検をしたヨーロッパ人であると考えられているディエゴ・デ・アルマグロによって送り出された補給船「サンティアギージョ号（Santiaguillo）」に乗ったスペイン人探検家がこの地にたどり着いた。この補給船は、フアン・デ・サアベドラ（Juan de Saavedra）の命で、アルマグロの遠征のための人員と物資を運んでいた。サアベドラは彼の生まれ故郷であるスペイン、クエンカ県にあったバルパライソ・デ・アリバ村にちなんで、この場所をバルパライソと名づけた。
スペイン植民地時代、バルパライソはわずか2、3の家や教会があるだけの小さな村に過ぎなかった。1818年にチリがスペインから独立すると、街は設立間もないチリ海軍の主要港となり、それまではスペインとその植民地のみに制限されていた国際貿易の制限も解除され、他国にも開かれた。
1834年7月23日、ダーウィンを乗せたイギリス海軍のビーグル号が本地に到着した。
ほどなくして、バルパライソはマゼラン海峡やホーン岬を経由して南米大陸を廻る船にとって望ましい経由地となった。1848年から1858年に起きたカリフォルニアのゴールドラッシュでは、物資を供給し、これを支援するために重要な場所となった。主要港としての役割に加え、バルパライソは多くのヨーロッパ諸国、特にイギリス、ドイツ、フランス、スイス、イタリアからの移民も受け入れた。
多くの国々からの移民が、スペインやアメリカ・インディアンを起源としていた地域文化を大きく変え、チリに最初の非カトリック教徒や反逆者の墓が建てられたりもした。移民の各言語による新聞も発刊された。チリで最初のカトリック系の私学校、ル・コレージュ・デ・サクレ・クール（Le Collège des Sacrés Cœurs）が、フランス系移民により創設され、その後170年間存続した。スコットランドとドイツからの移民により最初の非宗教系の学校がそれぞれ創設された。スポーツの面でも、イングランド移民によりサッカーがもたらされた。移民によって、最初の志願制の消防団も結成された。建築物には、欧州の様々な国の様式が組み込まれ、バルパライソは他のチリの都市よりも多様な建築物を有するようになった。
チンチャ諸島戦争中には、スペイン海軍によるバルパライソ砲撃が行なわれた。
1906年8月18日、大地震がバルパライソを襲い、様々な物的な損害が出て、数千人の犠牲者を出した。アメリカ系の子孫である医者カルロス・ヴァン・ブレン（Carlos Van Buren）は、地震の被災者に対する医療活動に従事した。彼は1912年に近代的なカルロス・ヴァン・ブレン病院を設立した。
バルパライソの商業的な繁栄期は、1914年のパナマ運河の開通後に終わりを迎えた。マゼラン海峡通過のリスクを避けるために、船舶はパナマ運河を通過するようになった。港の使用や船の交通量が激減し、街の経済は衰退した。パナマ運河完成後は重要度が低下し、人口減少が続いた。
1990年には首都サンティアゴより国会が移転した。
2010年2月27日に起きた地震で、街は被害を受けた。2014年4月12日に大規模な山火事が発生、2500戸以上の家屋が焼失した（バルパライソ大火）。
2018年10月20日、サンティアゴで発生したチリ暴動に伴い、バルパライソにも月末にかけて夜間外出禁止令が出された。
2024年2月、近隣で大規模な山火事が発生（2024年チリ山火事の一部）。火災は住宅地に達して住民が焼け出された。

## 気候
| バルパライソの気候              | バルパライソの気候 | バルパライソの気候 | バルパライソの気候 | バルパライソの気候 | バルパライソの気候 | バルパライソの気候 | バルパライソの気候 | バルパライソの気候 | バルパライソの気候 | バルパライソの気候 | バルパライソの気候 | バルパライソの気候 | バルパライソの気候 |
| 月                              | 1月                | 2月                | 3月                | 4月                | 5月                | 6月                | 7月                | 8月                | 9月                | 10月               | 11月               | 12月               | 年                 |
| ------------------------------- | ------------------ | ------------------ | ------------------ | ------------------ | ------------------ | ------------------ | ------------------ | ------------------ | ------------------ | ------------------ | ------------------ | ------------------ | ------------------ |
| 平均最高気温 °C （°F）          | 20.8 (69.4)        | 20.7 (69.3)        | 19.4 (66.9)        | 17.9 (64.2)        | 16.5 (61.7)        | 15.2 (59.4)        | 14.3 (57.7)        | 14.8 (58.6)        | 15.4 (59.7)        | 16.5 (61.7)        | 18.2 (64.8)        | 19.9 (67.8)        | 17.5 (63.5)        |
| 日平均気温 °C （°F）            | 17.1 (62.8)        | 17.1 (62.8)        | 16.0 (60.8)        | 14.6 (58.3)        | 13.6 (56.5)        | 12.4 (54.3)        | 11.7 (53.1)        | 12.0 (53.6)        | 12.4 (54.3)        | 13.4 (56.1)        | 14.8 (58.6)        | 16.3 (61.3)        | 14.4 (57.9)        |
| 平均最低気温 °C （°F）          | 13.5 (56.3)        | 13.5 (56.3)        | 12.7 (54.9)        | 11.4 (52.5)        | 10.8 (51.4)        | 9.6 (49.3)         | 9.2 (48.6)         | 9.3 (48.7)         | 9.5 (49.1)         | 10.4 (50.7)        | 11.5 (52.7)        | 12.8 (55)          | 11.2 (52.2)        |
| 最低気温記録 °C （°F）          | 7 (45)             | 6 (43)             | 6 (43)             | 3 (37)             | 3 (37)             | −1 (30)            | 0 (32)             | 1 (34)             | 2 (36)             | 2 (36)             | 6 (43)             | 7 (45)             | −1 (30)            |
| 降水量 mm （inch）              | 0.4 (0.016)        | 0.0 (0)            | 3.7 (0.146)        | 13.3 (0.524)       | 54.5 (2.146)       | 83.1 (3.272)       | 111.2 (4.378)      | 60.0 (2.362)       | 26.7 (1.051)       | 10.4 (0.409)       | 7.9 (0.311)        | 1.3 (0.051)        | 372.5 (14.665)     |
| 平均降水日数 （≥0.1 mm）        | 3                  | 2                  | 3                  | 5                  | 9                  | 9                  | 8                  | 8                  | 6                  | 5                  | 3                  | 2                  | 63                 |
| % 湿度                          | 72                 | 74                 | 76                 | 78                 | 80                 | 80                 | 80                 | 79                 | 78                 | 75                 | 71                 | 70                 | 76.1               |
| 平均月間日照時間                | 279.0              | 245.7              | 217.0              | 174.0              | 114.7              | 81.0               | 93.0               | 117.8              | 147.0              | 170.5              | 216.0              | 263.5              | 2,119.2            |
| 出典1：Meteorología Interactiva |                    |                    |                    |                    |                    |                    |                    |                    |                    |                    |                    |                    |                    |
| 出典2：Climate & Temperature    |                    |                    |                    |                    |                    |                    |                    |                    |                    |                    |                    |                    |                    |

## 交通
ビニャ・デル・マールとバルパライソを結ぶ近郊電車"Merval"が運行されている。また、アセンソールと言われる有名なケーブルカーがある。
また南米では本市のみのトロリーバスが運行されており、最古の車両は1956年製のものも存在する。

## 港湾
バルパライソ港はチリの主要港で、年間1千万トンの貨物と15万人の乗客が利用する。

## 文化

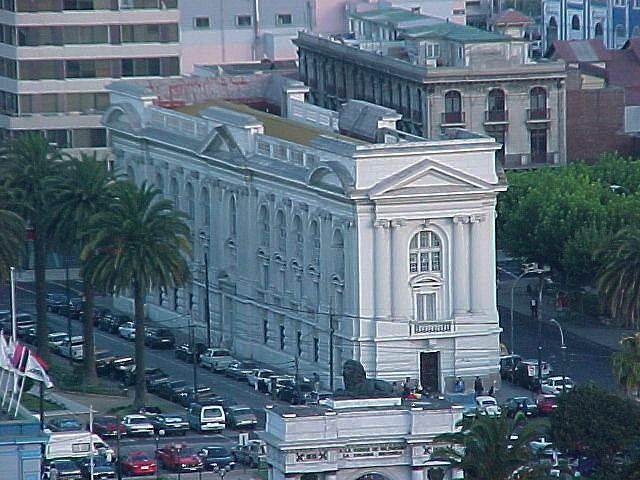
セヴェリンの公共図書館

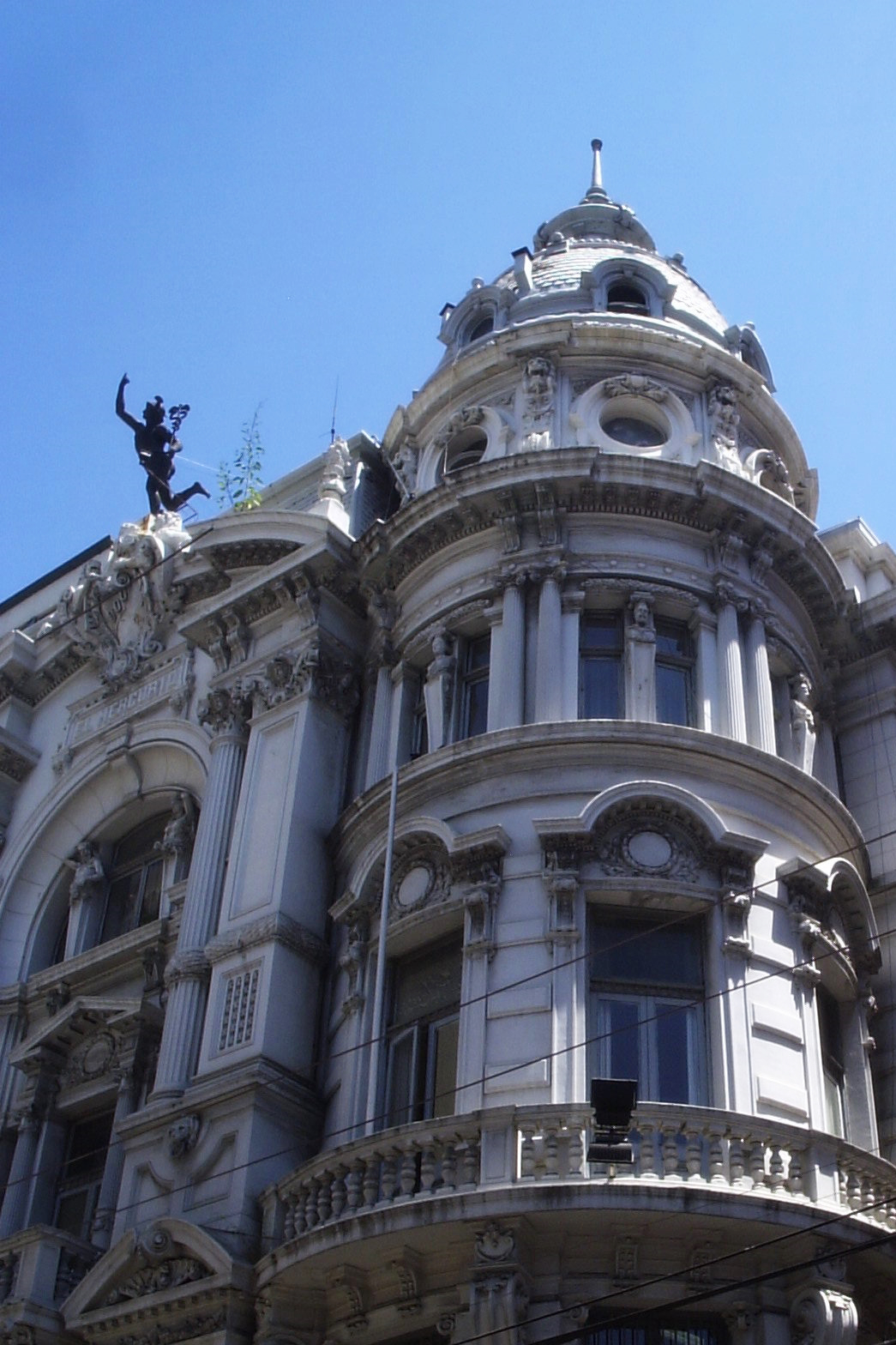
エルメルクリオのデ·バルパライソ

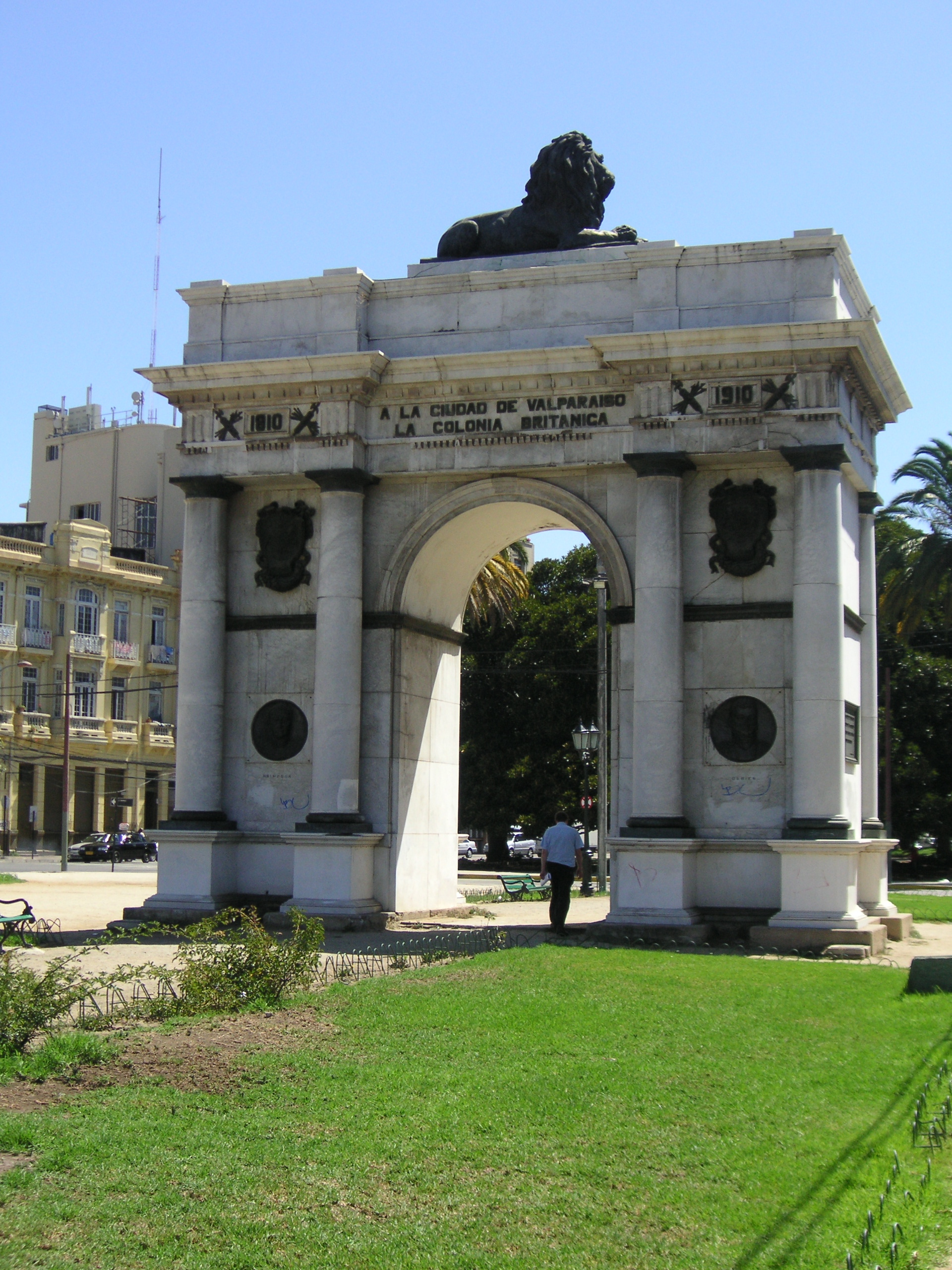
アルコ・ブリタニコ

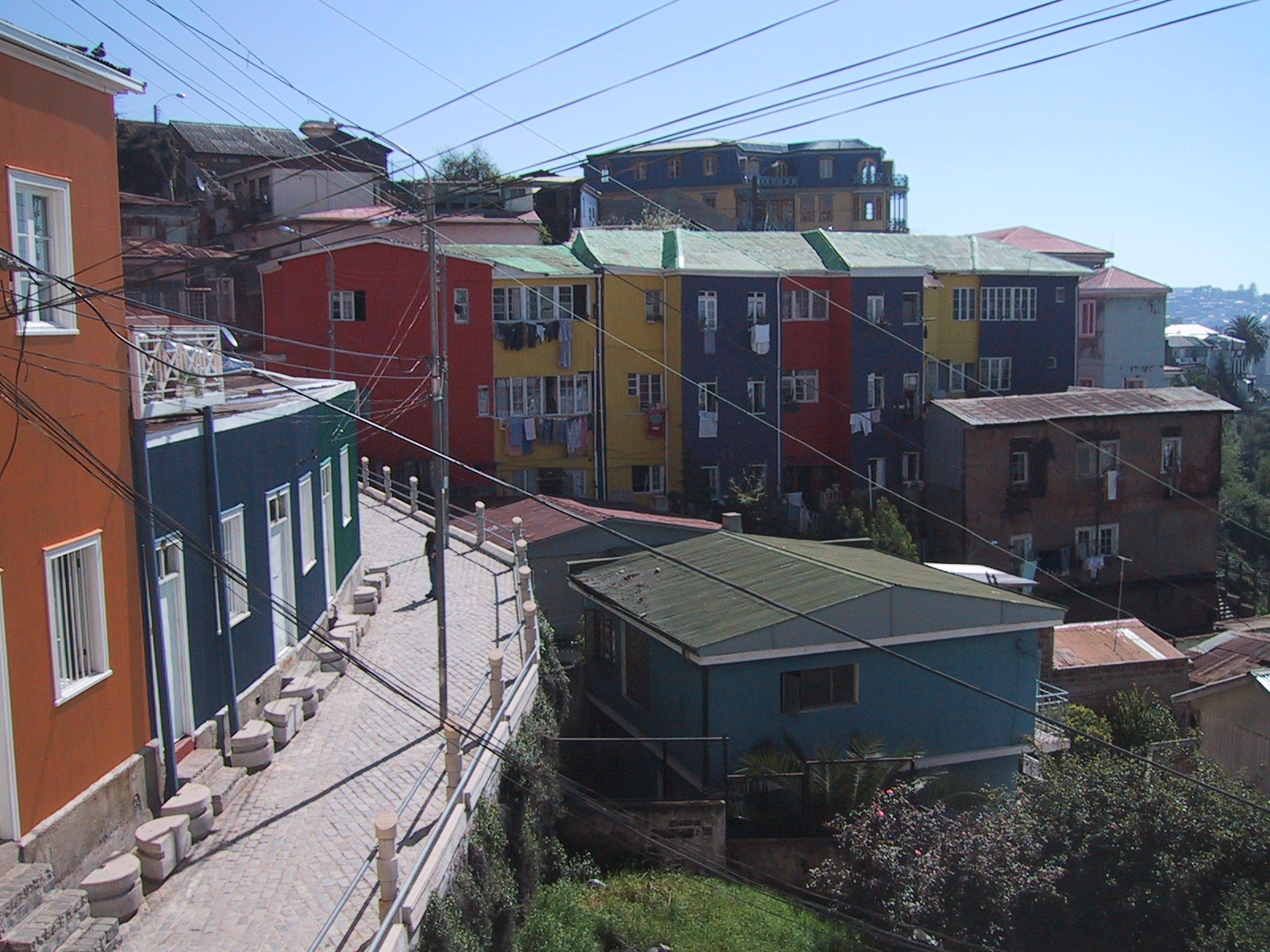
ヒルビスタ。

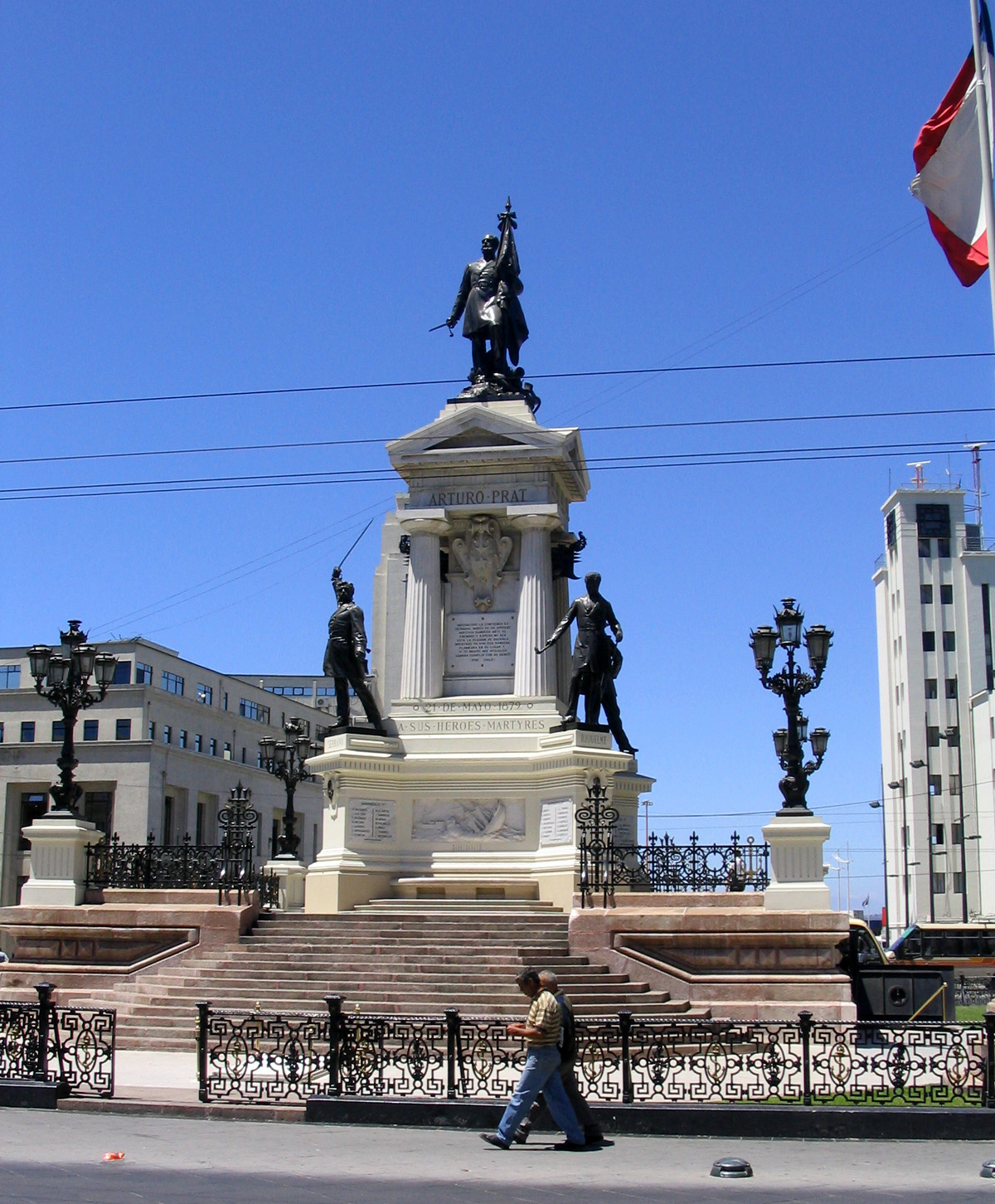
イキケ、プラザソトの英雄記念碑

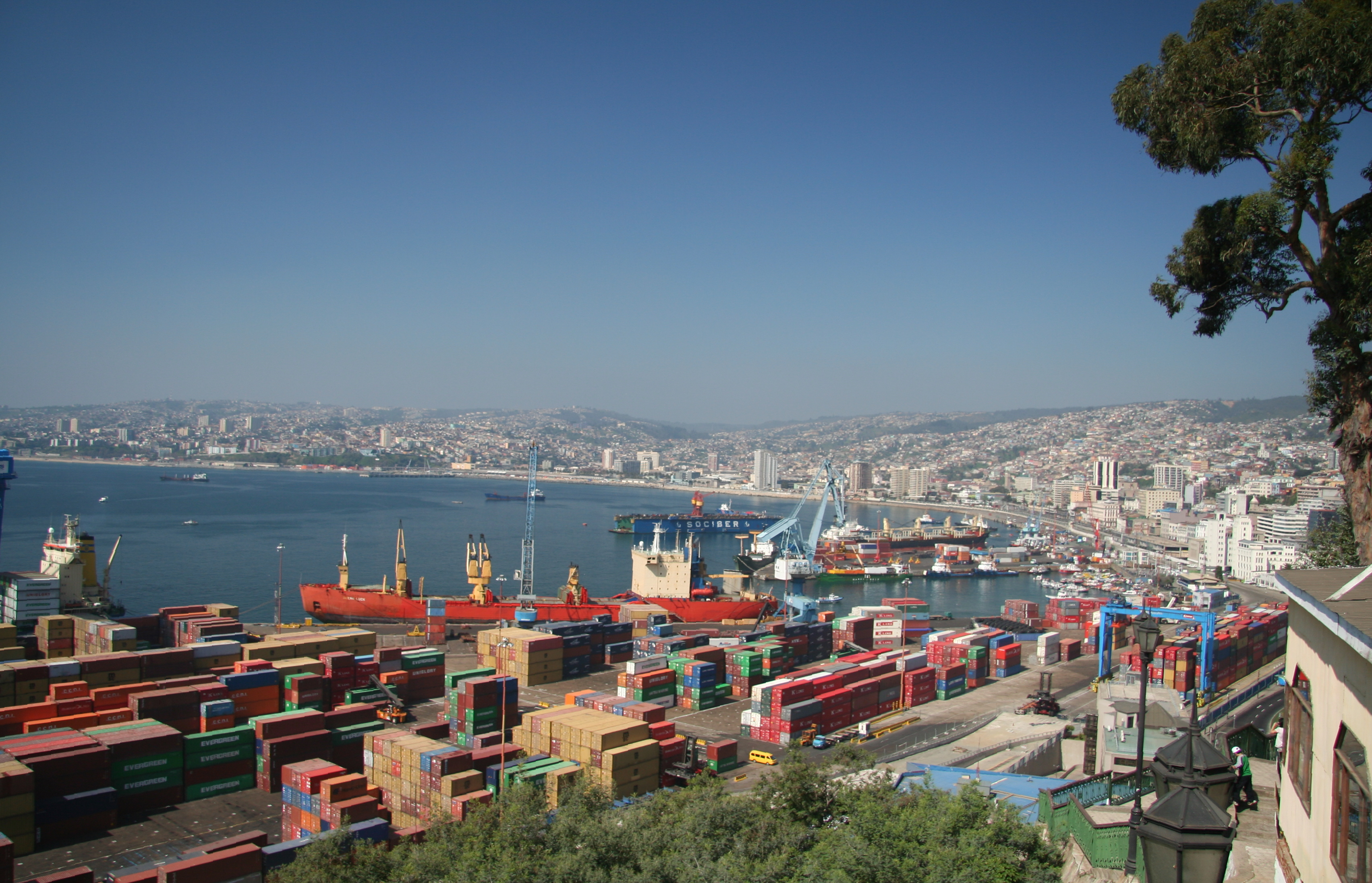
湾の眺め、港、バルパライソの丘。

バルパライソは急な斜面に多数の建築物、家屋が立ち並ぶ町並みに特徴がある。市内には、斜面を重力のみによって登り降りするアセンソール(Ascensore)と呼ばれる乗物がある(スペイン語でエレベータの意)。アセンソールは19世紀から市民の足として利用されてきた。最も急なアセンソールでは50度を越える傾斜を昇降する。

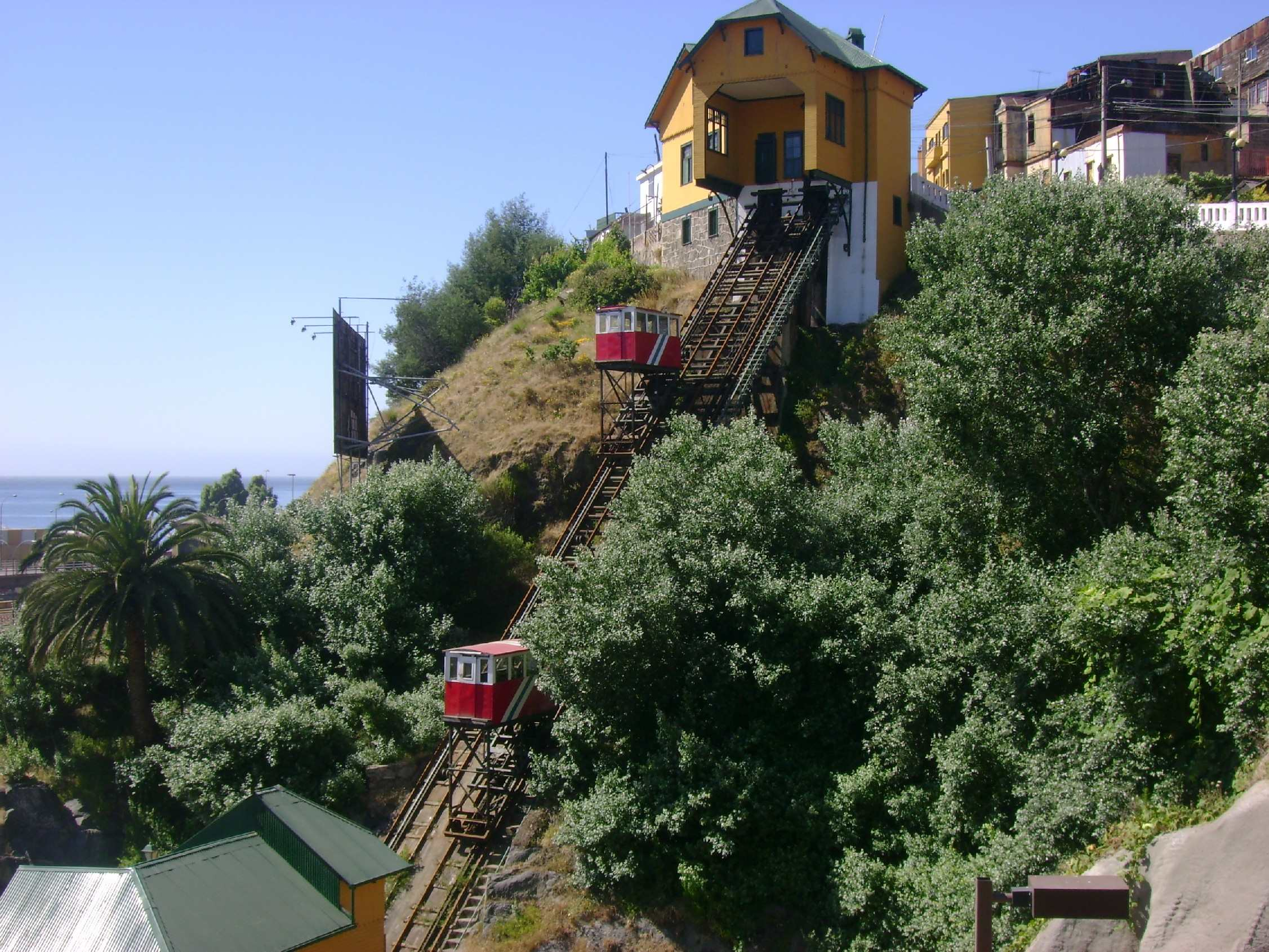
バロンケーブル鉄道
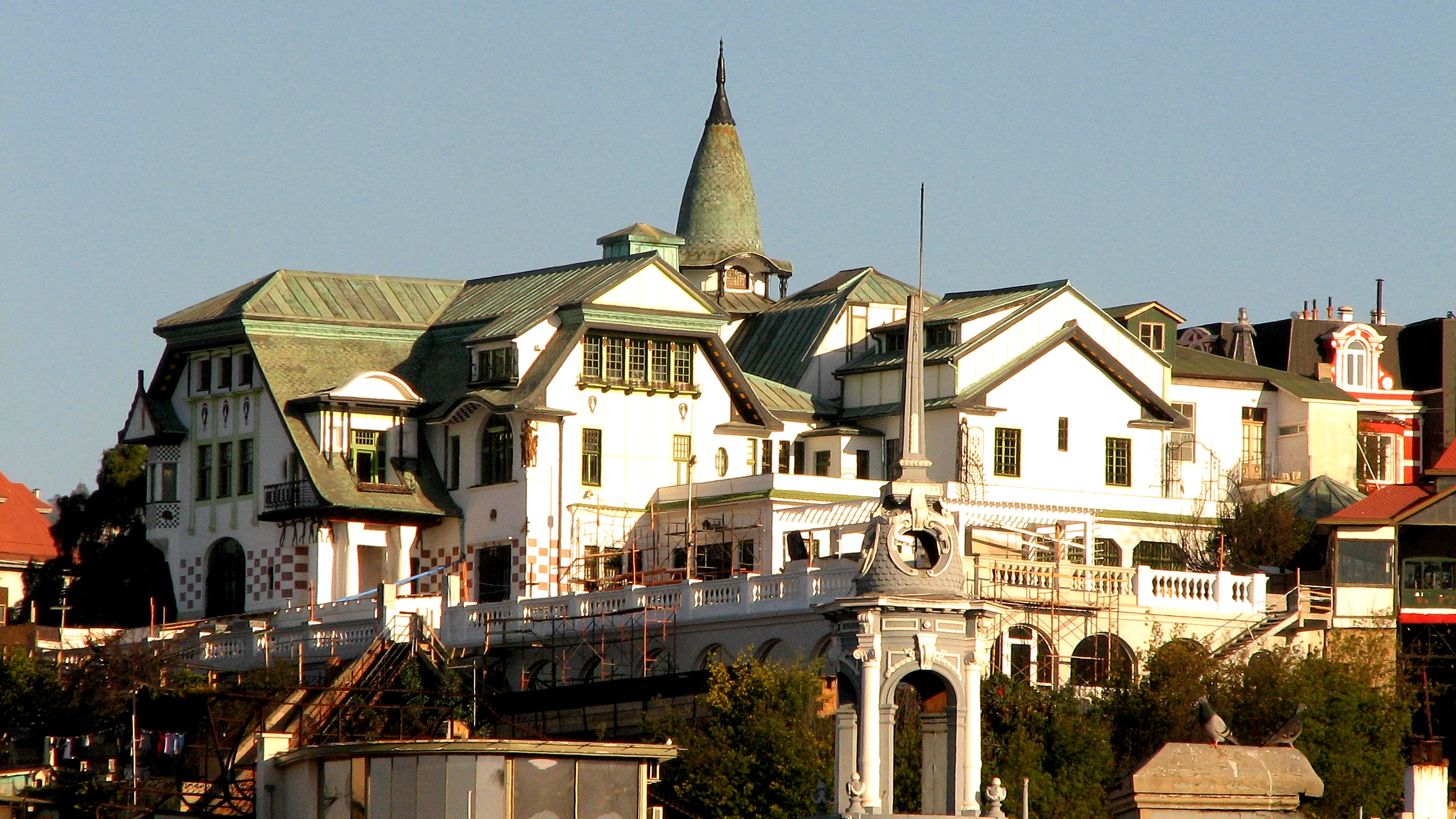
バルパライソのミュージアムオブファインアーツ
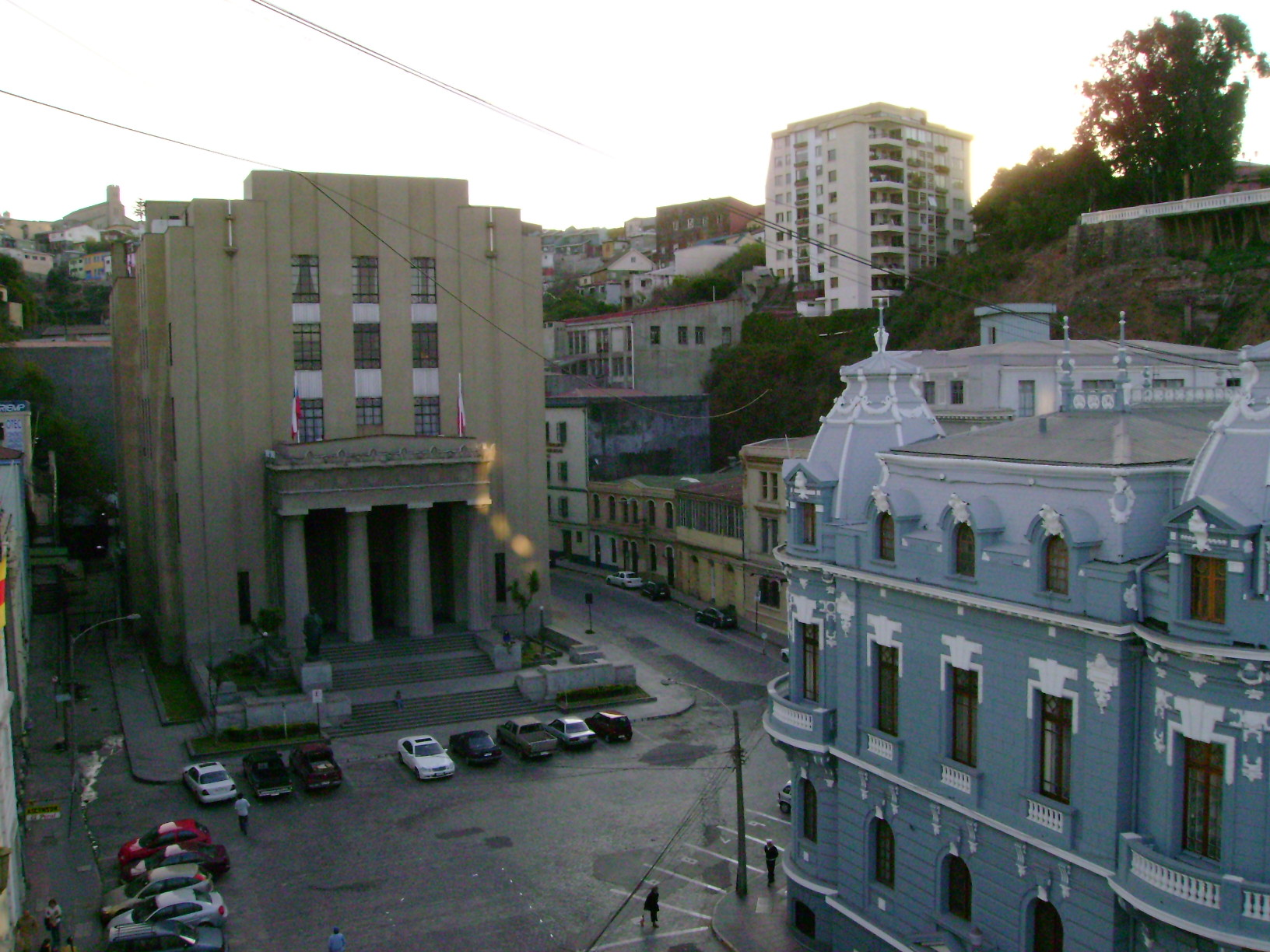
バルパライソパレス裁判所

## スポーツ
バルパライソは、チリ最古のサッカークラブであるサンティアゴ・ワンダラーズの本拠地である。

## 姉妹都市
- ロングビーチ、アメリカ合衆国
- オビエド、スペイン
- コルドバ、アルゼンチン
- マラッカ、マレーシア
- 釜山広域市、大韓民国
- 上海、中国
- ノヴォロシースク、ロシア
- バルセロナ、スペイン
- サンフランシスコ、アメリカ合衆国

## 姉妹港
- 大阪港、日本

## ギャラリー

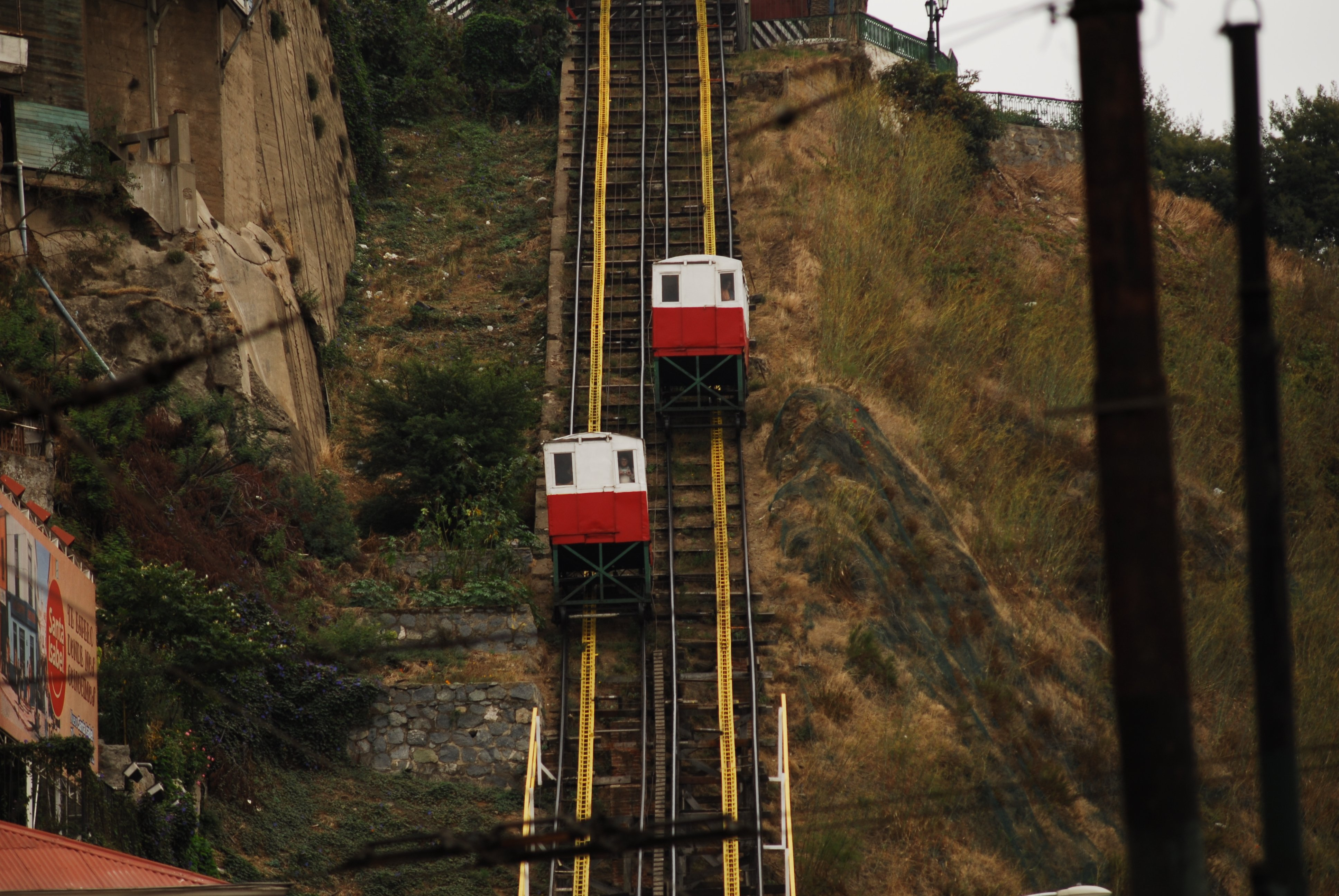
アルティジェリアのケーブルカー
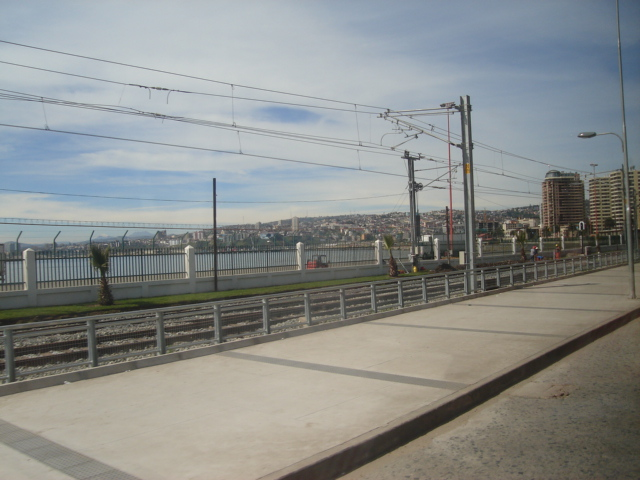
地下鉄
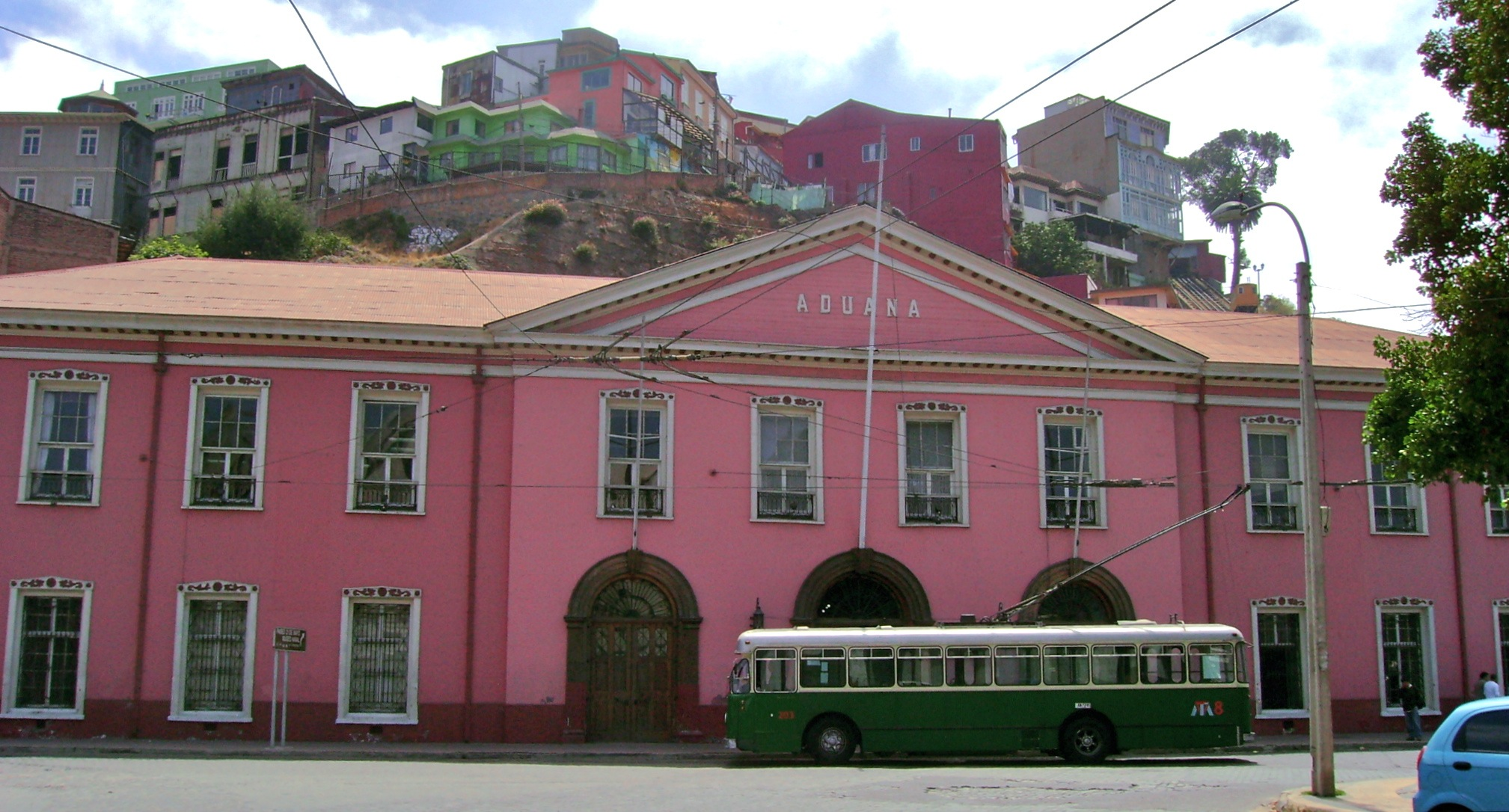
税関
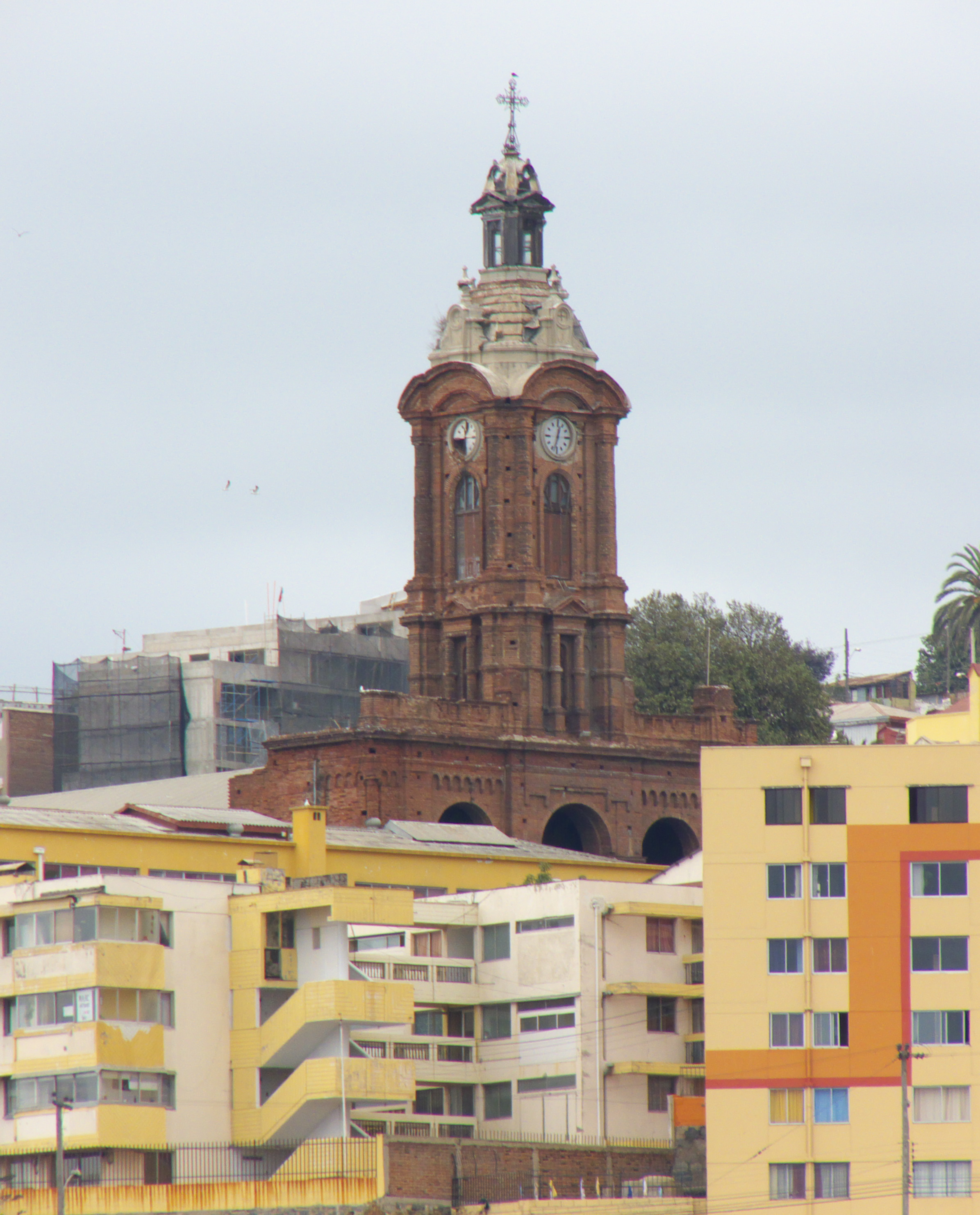
サン・フランシスコ教会
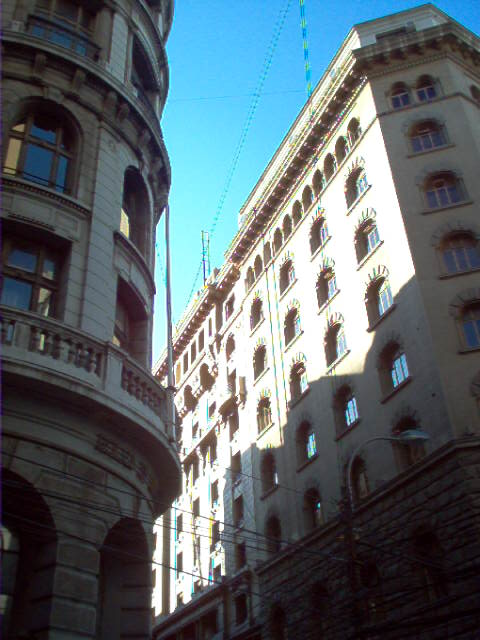
中心街の建物
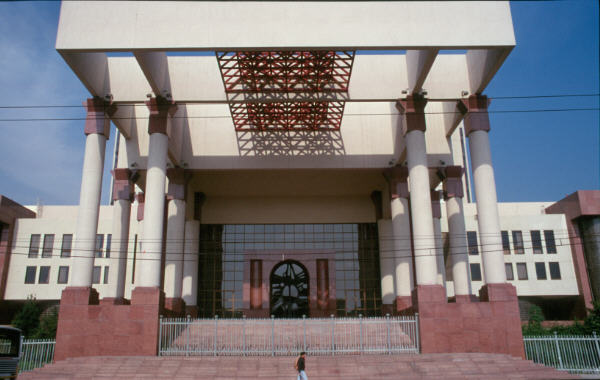
国会
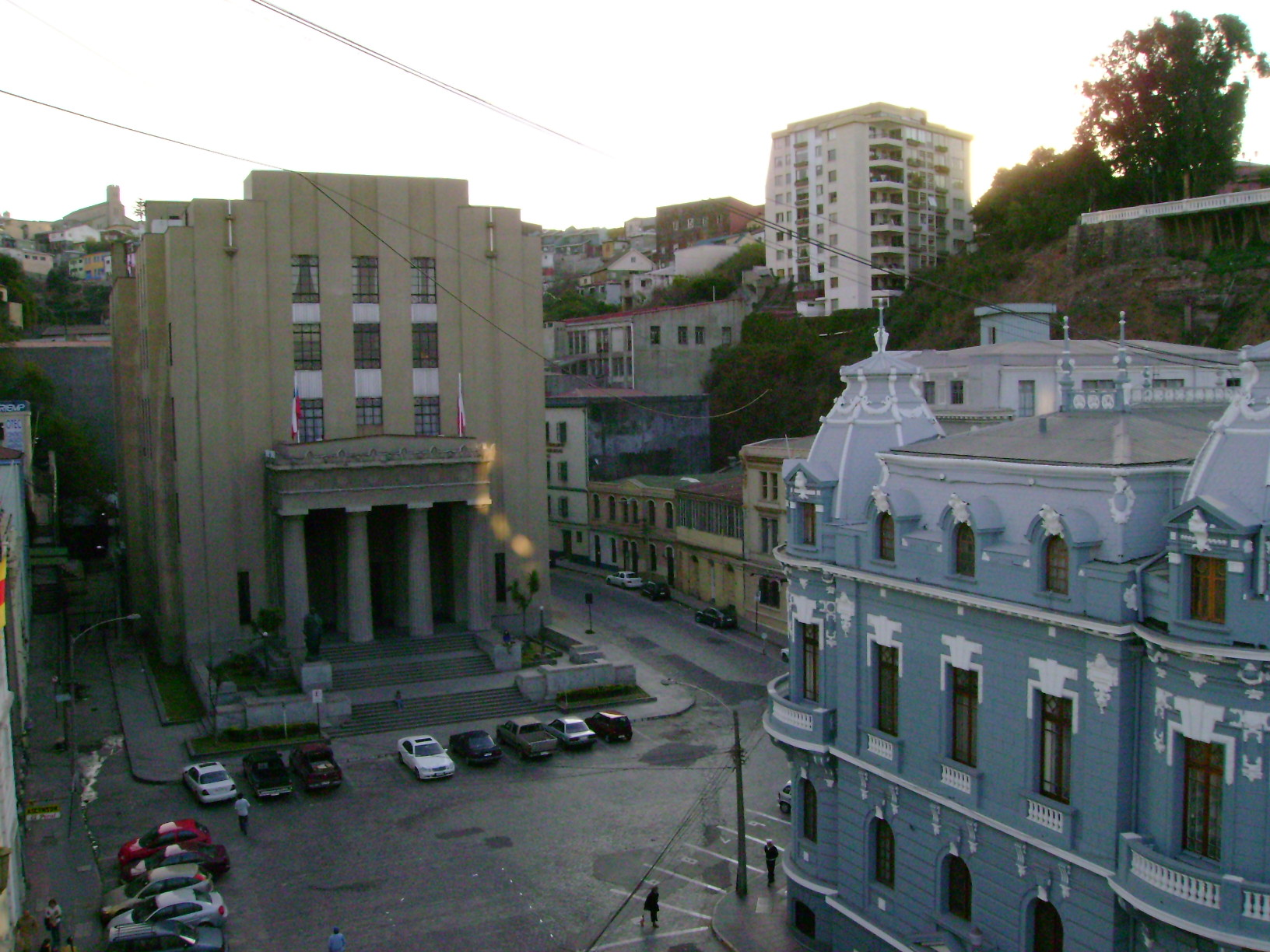
バルパライソ宮殿の中庭
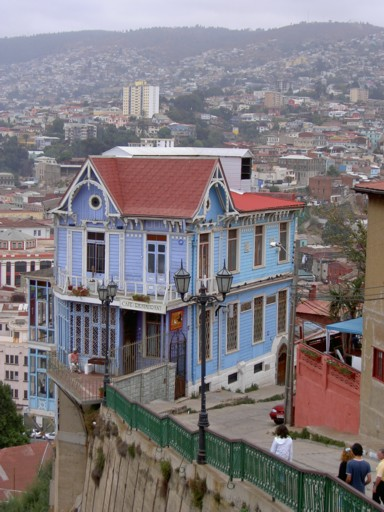
アルティレリアの丘
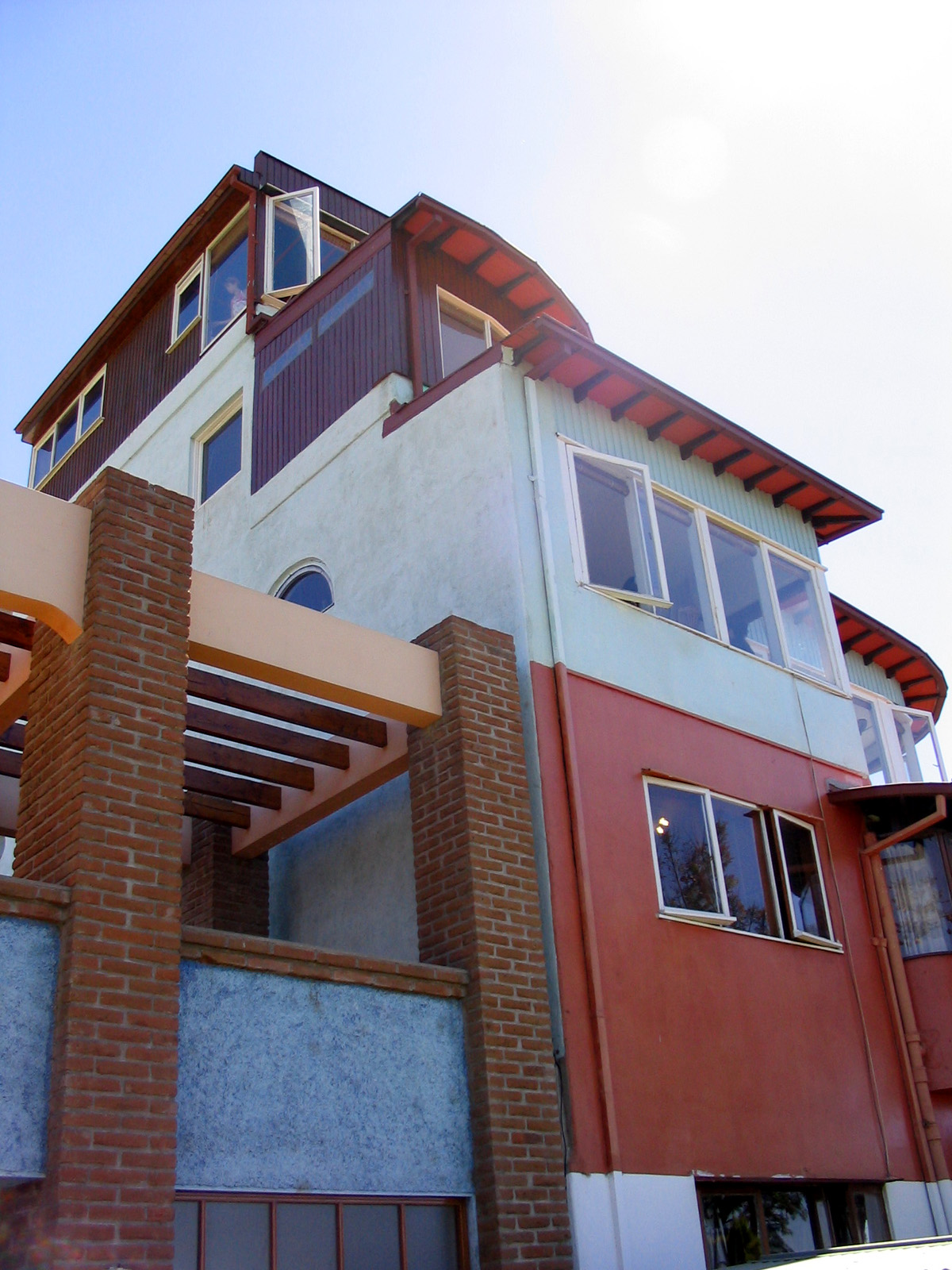
ラ・セバスティアナ、パブロ・ネルダの家
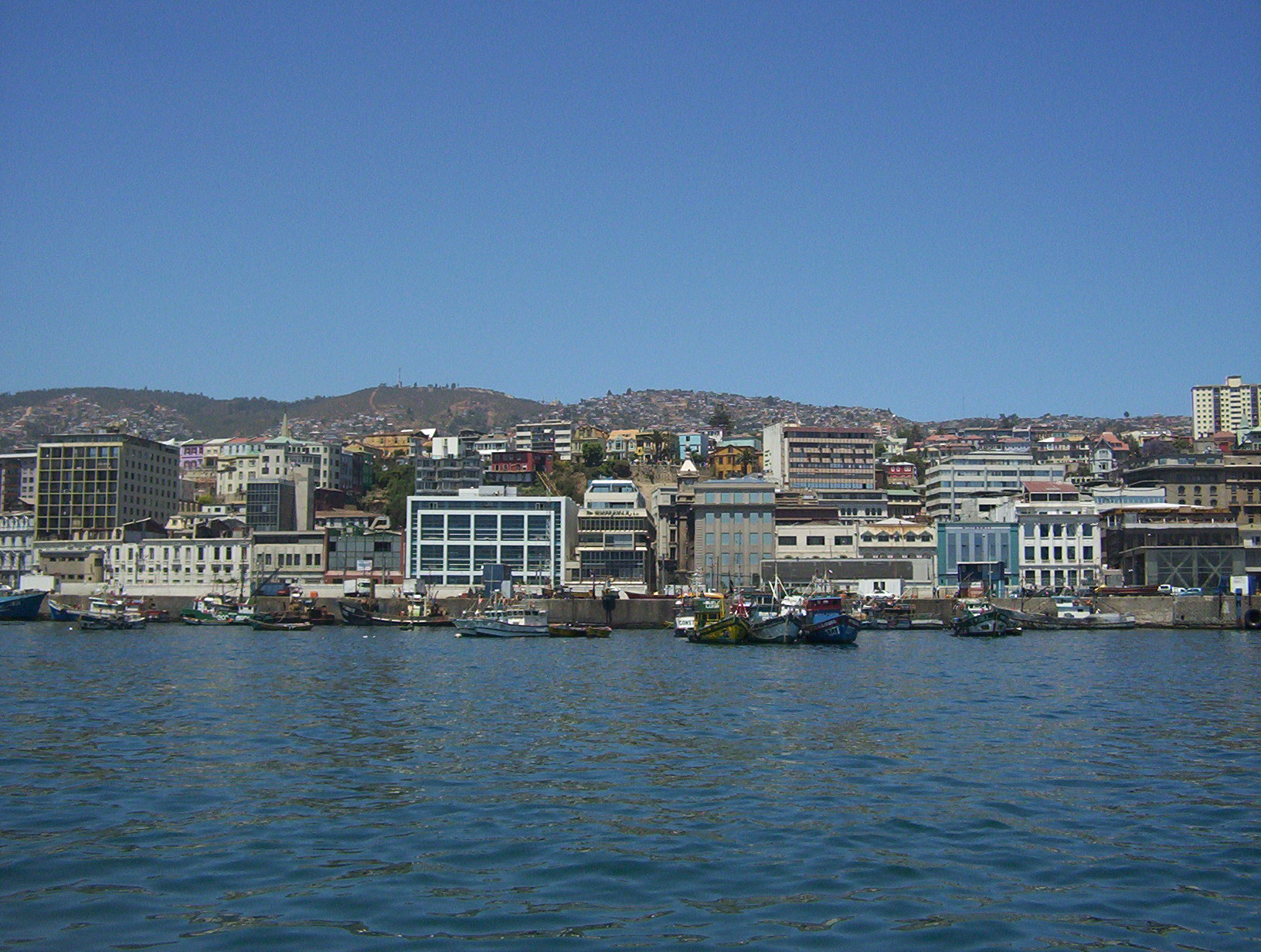
海から見た市街
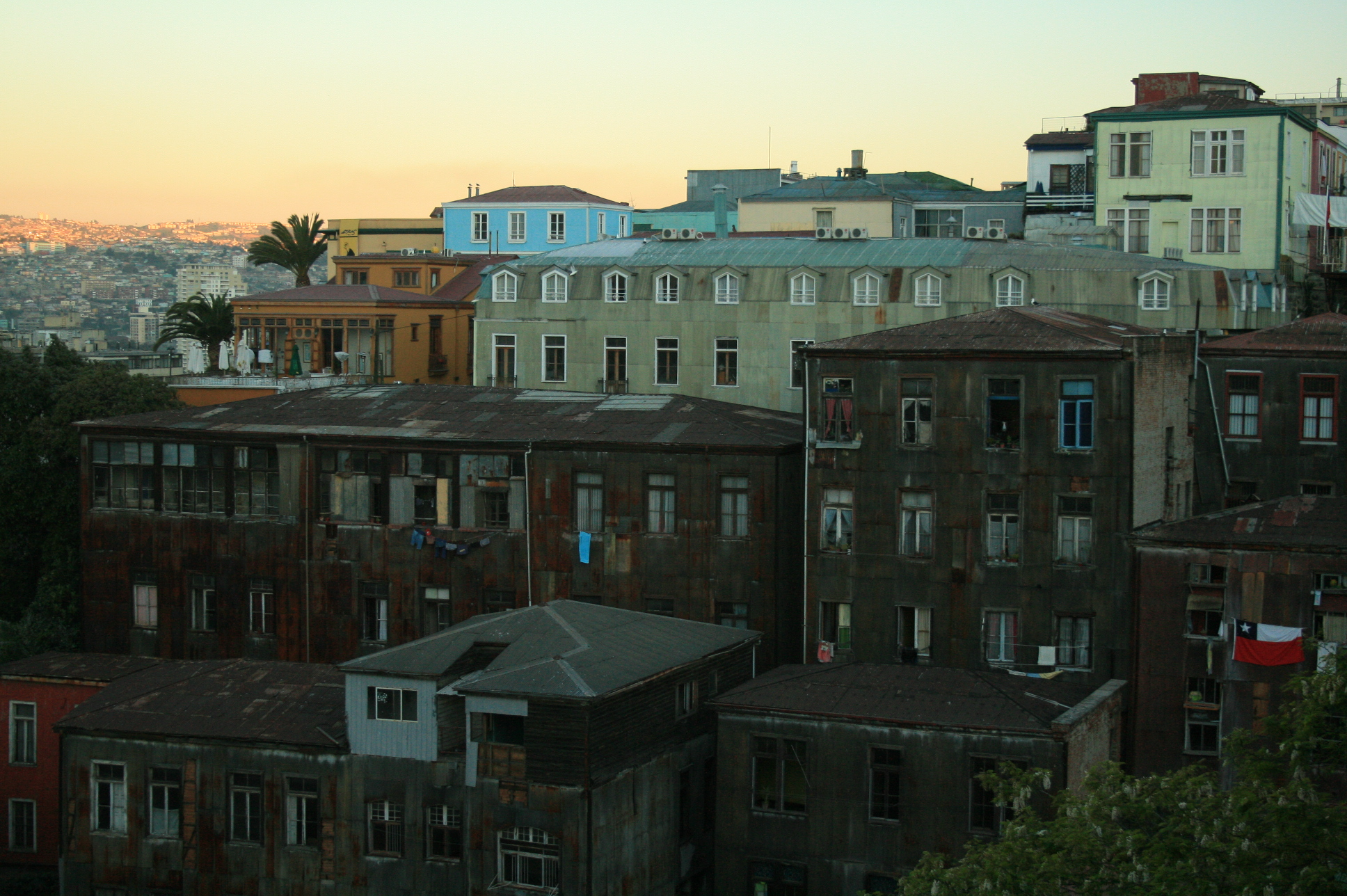
典型的な建築物
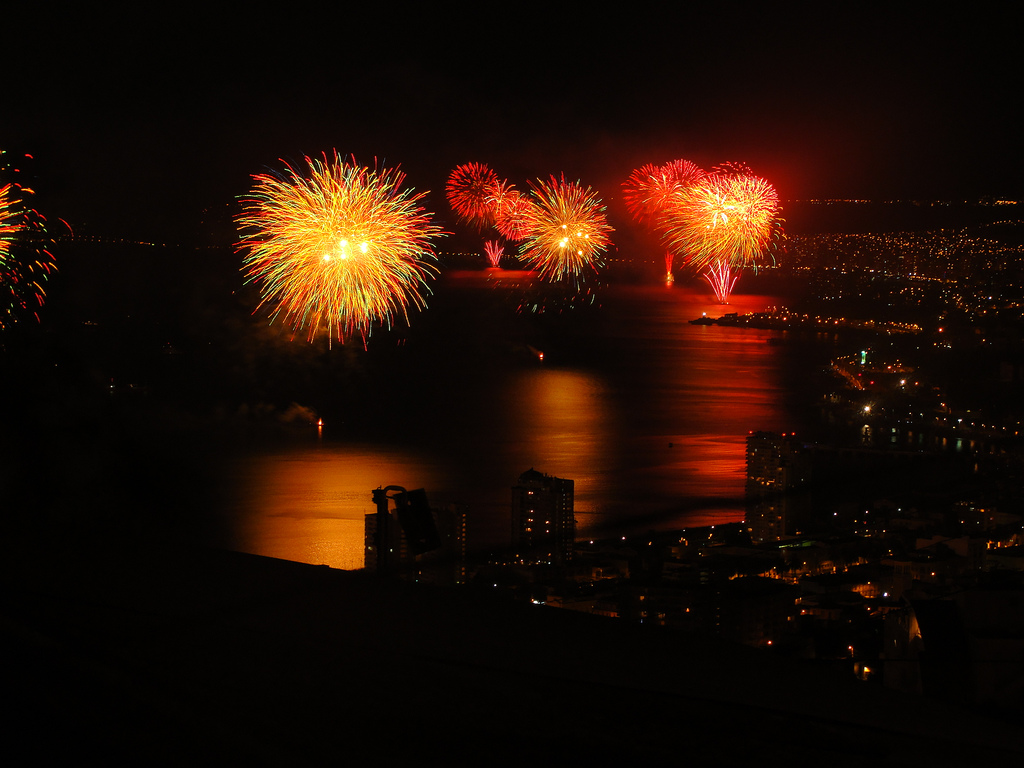
新年
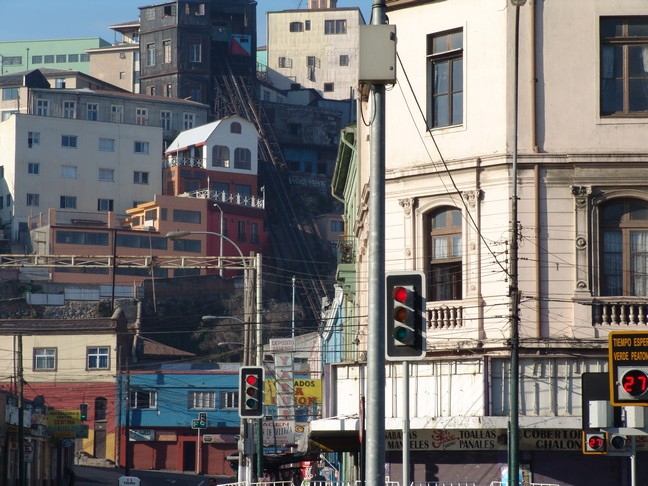
色彩豊かな家と美しいエレベーター

## エピソード
スティングのナンバーに『バルパライソ』という曲がある。

## 著名な出身者

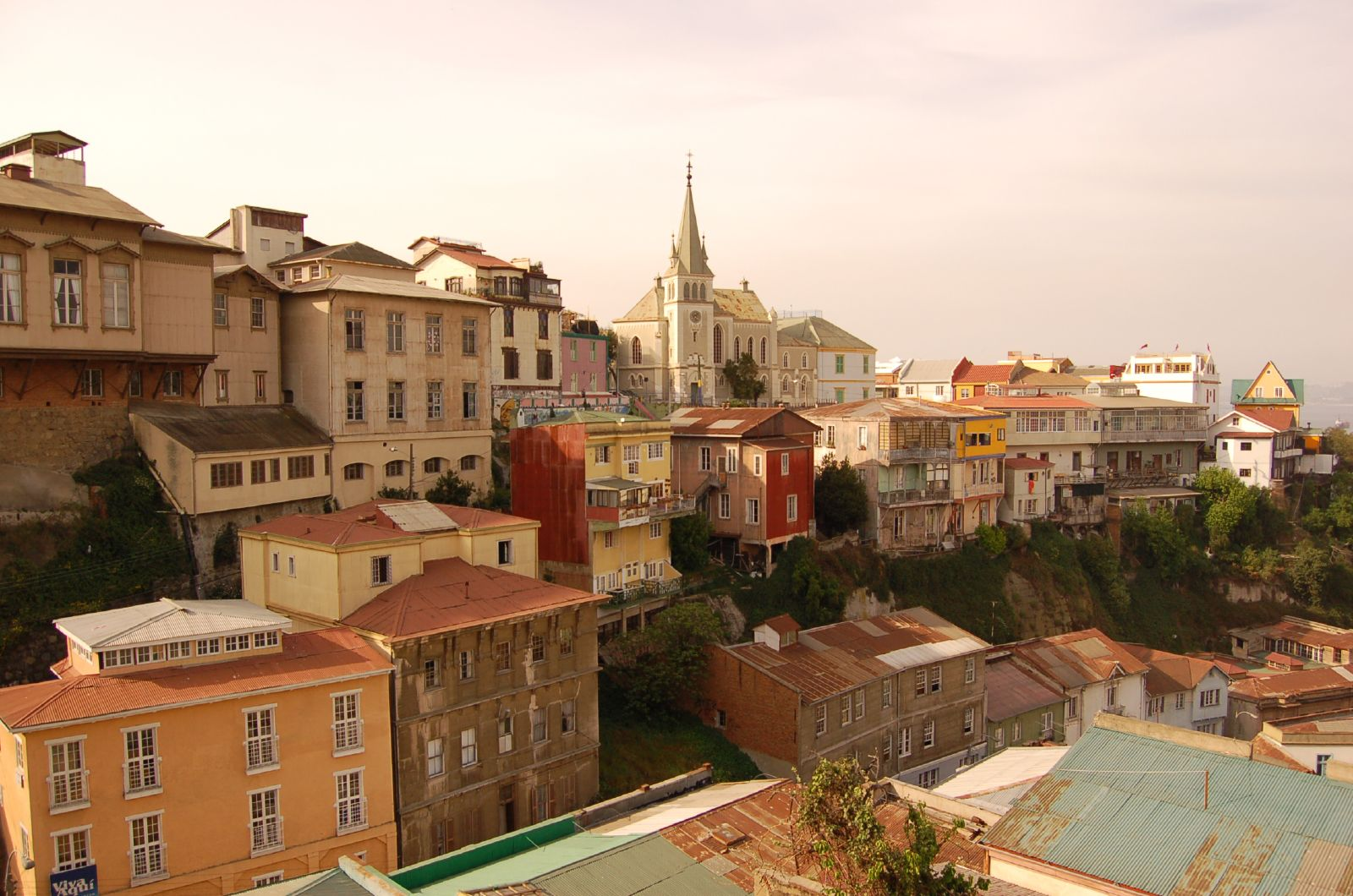
セロコンセプシオン、バルパライソ、チリ。

- セルヒオ・バディーリャ・カスティーリョ

## バルパライソを題材とした作品
- バトルフィールド バッド カンパニー2
- バトルフィールド2042